# Luc-Antoine Diquéro
Luc-Antoine Diquéro, est un acteur français né le 5 août 1956.

## Filmographie

### Cinéma
- 1982 : La Balance de Bob Swaim
- 1983 : La Crime de Philippe Labro
- 1983 : Les Compères de Francis Veber
- 1986 : Coup d'éclat de Bernard Pavelek (Court-métrage)
- 1986 : Sarraounia de Med Hondo
- 1987 : Le Solitaire de Jacques Deray
- 1988 : Chouans ! de Philippe de Broca
- 1998 : … Comme elle respire de Pierre Salvadori
- 2008 : Coluche, l'histoire d'un mec d'Antoine de Caunes
- 2010 : L'Autre Dumas de Safy Nebbou
- 2010 : Les Invités de mon père d'Anne Le Ny
- 2011 : 17 filles de Delphine et Muriel Coulin
- 2015 : La Tête haute, d'Emanuelle Bercot
- 2016 : Arrêtez-moi là, de Gilles Bannier
- 2017 : Beau Papa de Victor Saint-Macary (court-métrage)
- 2022 : Les Volets verts de Jean Becker
- 2022 : Novembre de Cédric Jimenez
- 2022 : Simone, le voyage du siècle de Olivier Dahan
- 2023 : Une affaire d'honneur de Vincent Perez

### Télévision
- 1986 : Série noire : Pour venger pépère de Joël Séria
- 1987 : Quiproquo d' Emmanuel Fonlladosa  (série TV Intrigues)
- 2015 : Paris (série TV)
- 2017 : Les Petits Meurtres d'Agatha Christie, épisode Le Miroir se brisa de Rodolphe Tissot
- 2024 : Surface de Slimane-Baptiste Berhoun

## Doublage

### Cinéma

#### Films
- Ben Mendelsohn dans :
  - Perfect Mothers (2013) : Harold
  - The Place Beyond the Pines (2013) : Robin Van Der Zee
- David Dencik dans : 
  - Serena (2014) : Buchanan
  - Régression (2015) : John
- 1969[1] : Au service secret de Sa Majesté : voix additionnelles
- 2007 : 3 h 10 pour Yuma : Grayson Butterfield (Dallas Roberts)
- 2008 : L'Enfant de Kaboul : Khaled (Hadji Gul Aser)
- 2009 : Inglourious Basterds : Général Ed Fenech (Mike Myers)
- 2010 : La Solitude des nombres premiers : Umberto (Maurizio Donadoni)
- 2010 : La prima cosa bella : Mario Michelucci (Sergio Albelli)
- 2011 : Habemus papam : l'acteur fou (Dario Cantarelli)
- 2011 : Oslo, 31 août : Petter (Petter Width Kristiansen)
- 2012 : La Part des anges : Albert Ridley (Gary Maitland)
- 2014 : Imitation Game : Le sergent Staehl (Tom Goodman-Hill)
- 2014 : Dracula Untold : Cazan (William Houston)
- 2015 : Joy : Gerhardt (Ken Cheeseman (en))
- 2017 : HHhH : Heinrich Himmler (Stephen Graham)
- 2018 : Three Billboards : Les Panneaux de la vengeance : Charlie Hayes (John Hawkes)
- 2019[2] : La Loi de Téhéran : Kolaleyi père [Qui ?]
- 2019 : Adults in the Room : ? (?)
- 2022 : R.M.N. : le prêtre (József Bíró)
- 2025 : The Brutalist : Leslie Woodrow (Jonathan Hyde)

### Télévision

#### Téléfilm
- 2018 : L'amant secret : Fred (David Fierro)

#### Série télévisée
- 2014 : Fargo : Bill Oswalt (Bob Odenkirk) (saison 1)

#### Série d'animation
- depuis 2020 : Eau-Paisible : Eau-Paisible

## Théâtre
- 2012-2014 : Maître Puntila et son valet Matti de Bertolt Brecht, mise en scène Guy-Pierre Couleau, tournée
- 2013 : Michel-Ange de Hervé Briaux, mise en scène de l'auteur, MC93 Bobigny, Sète[3]
- 2014-2015 : Le Prince de Nicolas Machiavel, mise en scène Laurent Gutmann, Théâtre Jean-Vilar, Théâtre Paris-Villette
- 2014-2015 : Le Prince de Hombourg de Heinrich von Kleist, mise en scène Giorgio Barberio Corsetti, Festival d'Avignon, Théâtre national populaire
- 2014-2015 : En attendant Godot de Samuel Beckett, mise en scène Laurent Vacher, théâtre Jean-Arp et tournée
- 2015-2017 : Amphitryon de Molière, mise en scène Guy-Pierre Couleau, Comédie de l'Est, tournée